# Les Deux-Rives
Les Deux-Rives è un comune francese di 842 abitanti situato nel dipartimento del Puy-de-Dôme nella regione dell'Alvernia-Rodano-Alpi. È stato istituito il 1 gennaio 2025 dalla fusione dei precedenti comuni di Chidrac e Saint-Cirgues-sur-Couze.